# Produttoria
In matematica, la produttoria è un simbolo che abbrevia in una notazione sintetica la moltiplicazione di un certo numero di fattori. Il simbolo usato è la lettera greca maiuscola Pi.

## Definizione
La definizione di produttoria è data da:
{\displaystyle \prod _{i=m}^{n}x_{i}=x_{m}\cdot x_{m+1}\cdot x_{m+2}\cdot \cdots \cdot x_{n-1}\cdot x_{n}.}
La variabile {\displaystyle i} è una variabile libera detta indice della produttoria; essa assume tutti i valori interi compresi tra il limite inferiore {\displaystyle m} e il limite superiore {\displaystyle n}, mentre gli {\displaystyle x_{i}} sono i termini di una successione.
Ad esempio:
{\displaystyle \prod _{i=2}^{6}\left(1+{1 \over i}\right)=\left(1+{1 \over 2}\right)\cdot \left(1+{1 \over 3}\right)\cdot \left(1+{1 \over 4}\right)\cdot \left(1+{1 \over 5}\right)\cdot \left(1+{1 \over 6}\right)={7 \over 2}.}
Un utilizzo tipico della produttoria è la definizione di fattoriale di un numero {\displaystyle n}:
{\displaystyle n!=\prod _{k=1}^{n}k=1\cdot 2\cdot 3\cdot \ldots \cdot (n-1)\cdot n.}
Se l'indice superiore è minore dell'indice inferiore, la produttoria rappresenta un prodotto vuoto e il suo valore è 1.
È possibile definire il prodotto anche per indici non consecutivi, ma che rispettano alcune condizioni logiche prefissate; ad esempio, per indicare che un numero è uguale al prodotto dei suoi divisori si scrive:
{\displaystyle n=\prod _{q\mid n \atop q\neq n}q.}
L'indice di produttoria è {\displaystyle q}, e le condizioni che deve rispettare sono poste sotto al simbolo di produttoria.

## Proprietà
- Proprietà associativa: per ogni {\displaystyle n,m\in \mathbb {Z} } e {\displaystyle f,g\colon \mathbb {Z} \to \mathbb {R} }, si ha

{\displaystyle \prod _{k=n}^{m}f(k)\cdot \prod _{k=n}^{m}g(k)=\prod _{k=n}^{m}{\Big (}f(k)\cdot g(k){\Big )}.}
- Potenza di una produttoria: per ogni {\displaystyle n,m\in \mathbb {Z} } e {\displaystyle f\colon \mathbb {Z} \to \mathbb {R} _{>0}} e {\displaystyle a\in \mathbb {R} }, si ha

{\displaystyle \left(\prod _{k=n}^{m}f(k)\right)^{a}=\prod _{k=n}^{m}f(k)^{a}.}
- Trasporto fuori dalla produttoria: per ogni {\displaystyle n,m\in \mathbb {Z} } con {\displaystyle n\leq m}, {\displaystyle f\colon \mathbb {Z} \to \mathbb {R} } e {\displaystyle a\in \mathbb {R} }, si ha

{\displaystyle \prod _{k=n}^{m}{\Big (}a\cdot f(k){\Big )}=a^{m-n+1}\prod _{k=n}^{m}f(k).}
- Proprietà telescopica: per ogni {\displaystyle n,m\in \mathbb {Z} } con {\displaystyle n<m} e {\displaystyle f\colon \mathbb {Z} \to \mathbb {R} -\{0\}}, si ha

{\displaystyle \prod _{k=n}^{m}{\frac {f(k)}{f({k-1})}}={\frac {f(m)}{f({n-1})}}.}
- Scomposizione degli indici: per ogni {\displaystyle n,m_{1},m_{2}\in \mathbb {Z} } con {\displaystyle n\leq m_{1}}, con {\displaystyle m_{2}\geq 1} e {\displaystyle f\colon \mathbb {Z} \to \mathbb {R} }, si ha

{\displaystyle \prod _{k=n}^{m_{1}+m_{2}}f(k)=\prod _{k=n}^{m_{1}}f(k)\cdot \prod _{k=m_{1}+1}^{m_{1}+m_{2}}f(k).}
- Traslazione degli indici: per ogni {\displaystyle n,m,j\in \mathbb {Z} } e {\displaystyle f\colon \mathbb {Z} \to \mathbb {R} }, si ha

{\displaystyle \prod _{k=n}^{m}{f(k)}=\prod _{k=n+j}^{m+j}f(k-j).}
- Logaritmo di una produttoria: per ogni {\displaystyle n,m\in \mathbb {Z} }, {\displaystyle f\colon \mathbb {Z} \to \mathbb {R} _{>0}} e {\displaystyle a\in \mathbb {R} _{>0},a\neq 1}, si ha

{\displaystyle \log _{a}\prod _{k=n}^{m}{f(k)}=\sum _{k=n}^{m}{\log _{a}f(k)}.}

## Prodotti infiniti
Si può anche considerare il prodotto di un numero infinito di termini: nella notazione, si rimpiazza il limite superiore {\displaystyle n} con il simbolo di infinito ({\displaystyle \infty }). Il prodotto di una tale serie è definito come il limite del prodotto dei primi {\displaystyle n} termini, al crescere di {\displaystyle n}. In formule,
{\displaystyle \prod _{i=m}^{\infty }x_{i}=\lim _{n\to \infty }\prod _{i=m}^{n}x_{i}.}
In maniera analoga, si può rimpiazzare il limite inferiore {\displaystyle m} con l'infinito negativo:
{\displaystyle \prod _{i=-\infty }^{n}x_{i}=\lim _{m\to \infty }\prod _{i=-m}^{n}x_{i}.}
Infine, è possibile considerare limiti inferiori e superiori infiniti:
{\displaystyle \prod _{i=-\infty }^{\infty }x_{i}=\prod _{i=-\infty }^{-1}x_{i}\cdot \prod _{i=0}^{\infty }x_{i}.}
Tutti i prodotti sopra descritti sono definiti se lo sono i rispettivi limiti.

## Identità notevoli
- Prodotto di Wallis:

{\displaystyle {\frac {\pi }{2}}=\prod _{n=1}^{\infty }{\frac {(2n)(2n)}{(2n-1)(2n+1)}}={\frac {2}{1}}\cdot {\frac {2}{3}}\cdot {\frac {4}{3}}\cdot {\frac {4}{5}}\cdot {\frac {6}{5}}\cdot {\frac {6}{7}}\cdot {\frac {8}{7}}\cdot {\frac {8}{9}}\cdots ;}
- funzione zeta di Riemann:

{\displaystyle \zeta (s)=\prod _{p\,\mathrm {primo} }{\frac {1}{1-p^{-s}}};}
- funzione Gamma:

{\displaystyle \Gamma (z)={\frac {e^{-\gamma z}}{z}}\prod _{n=1}^{\infty }\left(1+{\frac {z}{n}}\right)^{-1}e^{z/n}.}

## Utilizzo della notazione
Sebbene il simbolo di produttoria rappresenti una lettera pi greca maiuscola, la codifica Unicode prevede un apposito simbolo per esso, alla posizione U+220F (∏), distinto da U+03A0 (Π), che rappresenta la lettera Pi. In LaTex, il simbolo di produttoria viene normalmente riprodotto con il comando \prod.
Oltre che per l'usuale prodotto tra numeri, il simbolo di produttoria può essere utilizzato anche per indicare altre operazioni matematiche con proprietà simili, come il prodotto cartesiano tra insiemi.